# Fenofibrato
El fenofibrato es  una sustancia derivada del ácido fíbrico, que al metabolizarse en el organismo origina el ácido fenofíbrico, su metabolito activo. Se utiliza para disminuir los niveles de triglicéridos (TG) en sangre. Al igual que otros fibratos activa el factor de transcripción PPAR-α. Esto promueve la oxidación de ácidos grasos y estimula la actividad LPL, lo que reduce los TG, y aumenta la síntesis de apoproteínas de las HDL, lo que incrementa las cifras de Colesterol HDL (cHDL). En promedio, los fibratos reducen los TG un 36% y aumentan el cHDL un 8%.

## Farmacocinética
La concentración plasmática máxima (Cmax) se alcanza entre las 2 y 4 horas después de la administración oral. 
Presenta interferencias en la absorción si se toma junto a comida, fenómeno éste que mejora en determinadas presentaciones galénicas (nanopartículas ). 
Distribución: El ácido fenofíbrico está fuertemente asociado a la albúmina plasmática (más del 99%).
Metabolismo y excreción: Después de la administración oral, el fenofibrato es rápidamente hidrolizado por las esterasas en su metabolito activo, el ácido fenofíbrico. No se ha detectado fenofibrato inalterado en el plasma. El fenofibrato no es un substrato para el CYP 3A4. El metabolismo microsomal hepático no está involucrado.
La eliminación se realiza esencialmente por vía urinaria. La casi totalidad del producto se elimina en 6 días. El fenofibrato se elimina principalmente en forma de ácido fenofíbrico y de su derivado glucuroconjugado. En pacientes ancianos, no se ha modificado el aclaramiento del plasma total aparente del ácido fenofíbrico.
Estudios farmacocinéticos, después de la administración de dosis única y tratamiento continuo, indican una ausencia de acumulación. El ácido fenofíbrico no se elimina por hemodiálisis.
La semivida plasmática de eliminación del ácido fenofíbrico es del orden de 20 horas.

## Farmacodinámica

### Mecanismo de acción
Los PPAR son receptores nucleares que unen ligandos naturales o sintéticos, forman heterodímeros con otro receptor nuclear y de esta forma regulan, es decir, aumentan o inhiben, la expresión de ciertos genes. Existen PPAR alfa, beta y gamma y los fibratos se unen específicamente a los alfa, salvo el que se une a los tres.
La estimulación de los PPAR-alfa:
- Inhibe la expresión de la apolipoproteína C3 (APOC3), que a su vez inhibe la lipasa lipoprotéica responsable de la hidrólisis intravascular de los triglicéridos (TG). Los PPAR-alfa, por tanto, aumentan la actividad de la lipasa lipoprotéica, lo cual significa la disminución de triglicéridos en la sangre.
- Lleva a un aumento de la síntesis de Apo A1 y de la APOA2, en consecuencia, del HDL.[2]
- Durante los ensayos clínicos llevados a cabo con fenofibrato, el nivel de colesterol total  disminuyó entre el 20 y el 25%, el de los triglicéridos entre un 40 y un 55% y el del HDL-colesterol aumentó entre un 10 y un 30%.
- Efectos extralipídicos: los fibratos reducen la expresión de endotelina 1, que es un potente vasoconstrictor, lo que determina una mejoría de la función endotelial. También por este mecanismo, los fibratos reducen la expresión de citoquinas, especialmente de la IL-1 y la IL-6, de modo que también se podría atribuir a estos fármacos un efecto antiinflamatorio. Se sabe, además, que, mediante PPAR alfa, algunos fibratos pueden reducir la expresión del fibrinógeno; de esta manera podrían ejercer un efecto antitrombótico.[3]

Algunos fibratos aumentan la excreción de colesterol por la bilis, lo cual puede favorecer la litogénesis.

### Interacciones
- Potencia la acción de los anticoagulantes cumarínicos.
- Aumenta la acción de las sulfonilureas e insulina.
- Absorción disminuida con resinas de intercambio iónico (deben transcurrir 2 horas entre la toma de uno y otro).
- Concomitantemente con estatinas aumenta el riesgo de rabdomiólisis.
- Considerar individualmente cada caso cuando se administra junto con estrógenos.
- Se han observado algunos casos graves de deterioro de la función renal, aunque reversibles, durante el tratamiento concomitante de fenofibrato y ciclosporina. Se controlará pues con especial atención la función renal de estos pacientes.

Nombres Comerciales
- Stafen (Ácido fenofíbrico/Rosuvastatina)
- Normolip NF (Ácido fenofíbrico)
- Trilipix (Ácido fenofíbrico)

## Uso clínico

### Indicaciones
- Trastornos del metabolismo lipídico (triglicéridos, colesterol, o ambos) junto con medidas no farmacológicas.
- Los depósitos de colesterol extravasculares (xantomas tendinosos y tuberosos) pueden sufrir, bajo tratamiento con fenofibrato, una reducción importante e incluso una desaparición total.
- Más recientemente se estudia su uso experimental como posible tratamiento para la fibrosis pulmonar idiopática.[5]

### Contraindicaciones
- Enfermedad hepática o de la vesícula biliar, con o sin colelitiasis.
- Insuficiencia renal, dializados o pacientes con síndrome nefrótico.
- Fotoalergia o reacciones fototóxicas conocidas a otros fibratos.
- Niños.
- Pancreatitis aguda o crónica, con la excepción de pancreatitis aguda debida a hipertrigliceridemia grave.[6]

### Embarazo y lactancia.
No se dispone de datos clínicos en mujeres embarazadas. En estudios con animales no se observaron alteraciones fetales. Categoría C.

## Reacciones adversas
Para la valoración de las reacciones adversas (RAM) se tendrán en cuenta los criterios de la CIOSM.
| Reacciones adversas del Fenofibrato. |                  | |
| Sistema implicado.                   | Grupo CIOSM.     | Tipo de reacción. |
| Aparato Digestivo                    | Frecuentes.      | Molestias gastrointestinales: anorexia, sensación de opresión del estómago, náuseas y aumentos reversibles de las transaminasas hepáticas. |
| Aparato Digestivo                    | Poco frecuentes. | Desarrollo de cálculos biliares. |
| Aparato Digestivo                    | Raras.           | Pancreatitis |
| Piel y tejido subcutáneo.            | Frecuentes.      | Erupción cutánea, prurito, urticaria. |
| Piel y tejido subcutáneo.            | Raras.           | Alopecia. |
| Piel y tejido subcutáneo.            | Muy raras.       | Fotosensibilidad. |
| Alteraciones hematológicas.          | Raras.           | Anemia, leucopenia, pancitopenia y trombocitopenia.                                                                                        |
| Aparato genitourinario.              | Poco Frecuentes. | Ligeros incrementos en la creatinina sérica y urea.                                                                                        |
| Aparato genitourinario.              | Raras.           | Disminución de la libido, disfunción eréctil.                                                                                              |
| Trastornos cardíacos y vasculares.   | Poco frecuentes. | Tromboembolismo (tromboembolismo pulmonar, trombosis venosa profunda).                                                                     |
| Sistema músculo-esquelético.         | Raras.           | Mialgia, debilidad muscular, calambres musculares y aumentos considerables de la creatinquinasa.                                           |
| Sistema músculo-esquelético.         | Muy raras.       | Rabdomiólisis. |
| Sistema nervioso central.            | Raras.           | Cefalea y vértigo. |